# Teresa Milanollo

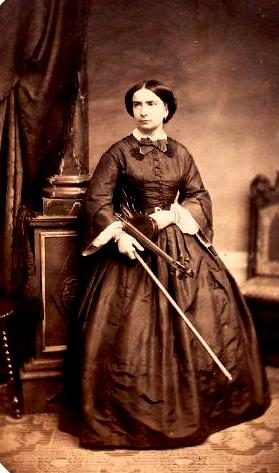
Teresa Milanollo el 1862

Domenica Maria Teresa Milanollo (Savian, 28 d'agost de 1827-París, 25 d'octubre de 1904) fou una violinista i compositora piemontesa. Formava un duo que esdevingué famós amb la seva germana petita Maria Margherita, que va morir jove.

## Biografia
Teresa Milanollo nasqué el 1827 a Savian, poble piemontès de la província de Coni. El seu pare era un industrial que fabricava màquines per a teixir la seda apreciades en gran part d'Europa. Es diu que va ser després de sentir tocar un violí durant una missa, el 10 de maig de 1931, que la jove Teresa va demanar insistentment i vehement aprendre a tocar aquest instrument. Com que manifestà molta traça, esdevingué deixebla de Giovanni Ferrera i, més endavant, fou portada a Torí, per completar els estudis amb Gebbaro i Giovanni Morra, dos músics de la Capella del rei Carles Albert.

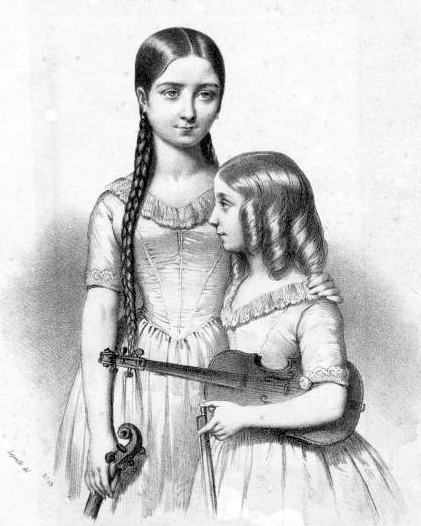
Teresa i Maria Margherita Milanollo el 1841, retratades per Marie-Alexandre Alophe

Començà els concerts el 1836, a Mondovì, a prop de Torí. Les qualitats musicals de llur filla incitaren els pares de Teresa a portar-la a París, un dels centres musicals més prestigiosos d'aquella època. Amb tot, va ser a Marsella on Teresa feu el seu primer concert triomfal fora del seu país. Un cop arribada a París, fou l'alumna de Charles Philippe Lafont, que la va encoratjar a efectuar gires per Bèlgica, els Països Baixos i Anglaterra entre 1836 i 1837.
El 1838, quan tornà a França, feu una gira pel nord del país, amb la seva germana Maria Margherita. El 1841, estudià amb François-Antoine Habeneck abans d'anar-se'n a Brussel·les, per seguir les classes de Charles-Auguste de Bériot.
Més tard, totes dues germanes feren diverses sèries de concerts triomfals per tot Europa fins al 1848. Aquell any es va tallar de manera dràstica la trajectòria exitosa del duo arran de la mort de Maria Margherita, malalta de tuberculosi, el 21 d'octubre de 1848. Teresa, molt afectada per la pèrdua de la seva germana petita, s'aïllà a Malzéville, a prop de Nancy, en una propietat rural que son pare havia comprat el 1847. Després d'aquest període de dol, Teresa tornà als escenaris el 1849 i començà de nou a fer concerts, amb un èxit constant.
El 1857, es casà amb el general Théodore Parmentier, i aturà així la seva carrera de violinista.